# ドラコ (ウルトラ怪獣)
ドラコは、円谷プロダクション制作の特撮テレビドラマ『ウルトラマン』をはじめとするウルトラシリーズに登場する架空の怪獣。別名は彗星怪獣。
翼はトビウオの胸鰭（）にちなむ。足は靴の形状をしており、指らしきものがない。両手に鎌があり、背中には翼が生えている。再生個体以外の頭部には、1本の角が生えている。

## 『ウルトラマン』に登場するドラコ

### 初代
『ウルトラマン』第25話「怪彗星ツイフォン」に登場。
新彗星ツイフォンが地球の近くを通過した際、地球へ飛来した宇宙怪獣。1本の短い角とビニールよりも薄く丈夫な半透明の巨大な翼を持ち、体表は黒いタイルのような皮膚で覆われている。両手の鋭い鎌を武器としており、素早い動きで飛翔して敵を翻弄する戦法を得意とする。飛行速度はマッハ2。
日本アルプスの山中でギガスや途中から介入したレッドキングと三つ巴の戦いとなる。ギガスとの戦闘では互角以上に戦ったのに対し、レッドキングとの戦闘では一度目は空を飛んで攻撃を回避するが、二度目は足を捕まれて地上へ引きずり降ろされたうえ、翼をむしり取られて飛べなくなったことで弱体化する。その後はギガスとレッドキングによって逆エビ固めのように尻尾を持ち上げられて徹底的に痛めつけられる。
- スーツアクター：池田文男[出典 6]
- 脚本での名前は「レッドドラコ」[1][15]。
- 第25話に登場した怪獣の中では唯一、新規に着ぐるみが制作された[15][注釈 2]。
- デザインは成田亨によるもので、オニヤンマをモチーフとしている[16][17]。当初はバッタ型の怪獣としてデザインされたが[12]、NGとなった。羽や足首の鉤爪にその名残がある。
- 一般に流布している初代ドラコのスチル写真は[出典 7]、着ぐるみ完成後まもなく東京美術センターでマーチャンダイジング用として撮影されたもので、番組に登場したものとは一部が異なっている。こちらは左手が鎌状で、右手が円盤形に巻き取られた鞭状になっており[6][1]、鎖鎌を模している。その後、撮影前に右手も鎌状に改造された。資料によっては、腕の説明を改修前の形状で行っている[6]。
- 造形物は着ぐるみのほか、60センチメートル大の飛行用ミニチュアが制作された[1]。背中の羽根は、飛び魚のヒレを参考にして作られている[18]。粘土原型の頭部に合わせ、体中にハケ跡がモールドされた[18]。
- 楳図かずおの漫画版『ウルトラマン』には着ぐるみ作成時の両手で登場し、鞭状の左手を伸ばして水素爆弾を掴み取る描写がある。ウルトラマンの策略でギガスとの戦いになり、最後は冷凍光線を浴びて凍死する。
- 帯番組『ウルトラ怪獣大百科』のナレーションでは、ドラコの一族は鎌状の右手と鞭状の左手を持つ形態であり、日本へ飛来した個体はイレギュラーな個体である旨が語られている。
- 『ウルトラ怪獣攻げき技大図鑑』では、飛行しての体当たりが「コメット超力」と名づけられている。

### 再生ドラコ
『ウルトラマン』第37話「小さな英雄」に登場。資料によってはドラコ（再生）とも表記される。
ジェロニモンの力で復活した個体。体色が濃くなり、頭部の角が新たに4本増え、両手の鎌が外されて5本指となり、背中の羽が無くなるなど、外見が多少変化している。闘争本能は健在で、同時に復活した再生テレスドンと小競り合いになるが、大岩山から響くジェロニモンの唸り声を聞いておとなしくなった後、再生テレスドンと別れて科学特捜隊と戦う。再生テレスドンが倒された後、ウルトラマンの出現を当てにして助けを求めるばかりで戦おうとしないイデを襲った際、彼の身代わりになったピグモンを叩き潰して殺害する。それを見て激昂したハヤタから一喝されて正気に戻ったイデにより、新兵器「スパーク8」の攻撃を受けて体を削り取られるように粉砕される。
- スーツアクター：松島映一[出典 11]
- 着ぐるみは第25話のドラコの改造で、頭の4本の角は『快獣ブースカ』のイモラのものが鈴木邦夫によって取りつけられた[29]。デザイナーの成田亨は、デザイン画を起こさずに口頭で指示したという[27]。
- 脚本段階では、ドラコではなくレッドキングの登場が予定されていた[29]。
- 二子玉川園にて1973年に行われた「怪獣供養」では、このスーツのドラコがイカルス星人と共に進行役を務める写真が存在している。

## 『レッドマン』に登場するドラコ
特撮テレビ番組『レッドマン』第8話・第11話・第63話・第66話・第73話・第77話・第78話・第128話・第132話・第134話・第135話に登場。
第8話でレッドマンと戦って敗れ、第66話ではグラナダスと組んでレッドマンに挑むが敗れ、第132話ではゼットンと組んでレッドマンと戦うがレッドキックを受けて倒される。
- 着ぐるみは第8話・第11話・第128話・第132話・第134話・第135話に登場したもの、第63話から第78話に登場したものの2種類が存在する。羽と両手の鎌がなく（後者の着ぐるみは左手に鎌が付いている）、胴体は再生ドラコ、頭部は通常ドラコのような形をしている。
- 終盤では1対1でレッドマンを大苦戦させる強さを見せる。

## 『ウルトラマンパワード』に登場するドラコ
特撮ビデオ作品『ウルトラマンパワード』第12話「パワード暗殺計画」（米国版サブタイトル：FALLING STARS SPELL TROUBLE）に登場する。初代と区別するため、玩具などではパワードドラコと称される。
サイコバルタン星人がパワードの戦闘データを測るために送り込んだ怪獣で、かなりの戦闘能力を持つ。以前バルタン星人が乗ってきた物より大型のカプセルから現れる。目が赤目で体表はピンク色など、初代と比べて外観がかなり異なる。初代は顎が上下に開くものだったのに対し、こちらは顎が左右に開くよう変更され、本作品のバルタン星人やゼットンと同様、昆虫的なイメージに統一されている。
巨大な翼を持ち、宇宙空間を高速で飛行する。武器は袋状の両手から無数に取り出されるナイフで、どこからか現れたレッドキングの喉を掻き切って瞬殺する。このナイフはパワードの身体を切り裂くほどの切れ味を持ち、投擲武器としても使用可能で、ストライクビートルを撃墜する。また、敵の攻撃で傷ついた部分を短時間で完全に自己修復する機能を持ち、敵の攻撃を受けた部分を自爆させることで、破壊力を無効化し、生体反射外骨格で構成された身体はあらゆる光線技やミサイルを無効化して跳ね返し、メガ・スペシウム光線を跳ね返して一度はパワードを撤退に追い込む。この戦いで収集したパワードの戦闘データを宇宙空間の母船のゼットンのカプセルに送信する。その後、夜の市街地で再びパワードと戦い、パワードの胸を裂いて大ダメージを与えるが、ストライクビートルのスティンガーミサイルを同一箇所に連続で撃ち込む作戦で生じた傷にメガ・スペシウム光線一点集中放射版を受け、撃破される。
- デザインは前田真宏[36]。体色などはレッドキングを擬態したというイメージ[36]。手足の形は道着がモデルとなっている[36]。オリジナルの脚本では「レッドドラコ」という名称であったが、デザインでは特に意識はしていない[37]。昆虫のイメージを取り入れているため、蜘蛛のイメージが取り入れられているが、手足は6本となっており、両手は袋状となっている[37]。
- 企画段階では「ドラコVer.02」という名称候補があった[38]。

## 『ウルトラギャラクシー大怪獣バトル NEVER ENDING ODYSSEY』に登場するドラコ
特撮テレビ番組『ウルトラギャラクシー大怪獣バトル NEVER ENDING ODYSSEY』第2話「レイオニクスバトル」に登場。
フック星人（RB）に操られ、惑星ハマーでエレキングと対決する。翼を生かした飛翔と両手の鎌による攻撃で戦いを優位に進めるが、レイを援護するために放たれたゴースタードラゴンのミサイル攻撃で怯んだところを反撃される。最後はエレキングとの格闘の末、初代と同様に翼をむしり取られ、放電光線を受けて倒される。
- スーツアクター：末永博志
- オープニングではゴモラと対決する。

### ドラコ（再生）
第10話「新たな戦いの地平で」に登場。
エレキングに倒された個体が再生復活した姿で、頭の角が5本になり、翼と鎌が無くなり、狂暴性が強化される。フック星人（RB）に操られる。ゼットン星人（RB）のテレスドンと対決するが、突如乱入してきたダイルが操るキングジョーブラックの空中からの攻撃により、テレスドン共々爆死する。
- スーツアクター：末永博志
- 『ウルトラマン』第37話に再登場した時と同じく翼がなく両手の鎌が5本指になっているが、これによって格闘能力が向上している[44]。

## 『大怪獣バトル ウルトラ銀河伝説 THE MOVIE』に登場するドラコ
映画『大怪獣バトル ウルトラ銀河伝説 THE MOVIE』に登場。
氷結した状態の光の国に辿り着いたミライとレイを襲撃し、ベムスターやサラマンドラと共にシャプレー星人（RB）に指揮されてウインダム、ミクラス、アギラと対決する。新たな武器として口から火球を吐く。主にアギラと戦うが、その素早い攻撃に追い詰められ、空中に突き上げられたところに角攻撃を受けて爆発する。
また、百体怪獣ベリュドラの胴体を構成する怪獣の1体としても登場する。
- 着ぐるみは『ウルトラギャラクシー大怪獣バトル NEVER ENDING ODYSSEY』で使用されたものの頭部を改修し、使用している[48]。

## 『ミラーファイト2012』に登場するドラコ
『ミラーファイト2012』第2話「怪獣行進曲」に登場。
ミラーマンやドリゴラスと共に仲良く行進するが、最後尾を歩いていたドラコはドリゴラスの尻尾を踏み、ミラーマンが気付かないまま2匹は取っ組み合いの喧嘩を始める。ドリゴラスが棒を持って応戦しようとするとドラコは手の鎌（鍵爪）で応戦し、相打ちになる。一方、行進を続けていたミラーマンは2匹がいないことに気付き、激怒する。

## 『ウルトラマンギンガ 劇場スペシャル ウルトラ怪獣☆ヒーロー大乱戦!』に登場するドラコ（SDI）
映画『ウルトラマンギンガ 劇場スペシャル ウルトラ怪獣☆ヒーロー大乱戦!』に登場。
ウルトライブシミュレーションで健太がライブし、飛行能力を活かした奇襲攻撃で千草のライブしたテレスドン（SDI）を襲うも、テレスドンのパワーに押されていく。形勢不利と見た健太がバルタン星人（SDI）に乗り換えたため、その場から退場した。
- テレスドンとの戦いは原典である『ウルトラマン』第37話を部分的に再現しており、その最たる例として途中から羽のない姿となっている。また、原典では決着が付かなかったが、本作品では勝敗が決まっている[49]。

## 『ウルトラマンX』に登場するドラコ
『ウルトラマンX』第18話「ワタルの恋」に登場。
ムーの回想シーンに登場。かつて、宇宙のどこかの惑星でムーを痛めつけていたらしい。それを止めようと出現したウルトラマンエックスに戦いを挑むもパンチの一撃で宇宙に吹き飛ばされ、あえなく撃退された。なお、これをきっかけにムーはエックスを慕うようになったが、地球にムーが飛来するまでエックスはそのことを忘れていたようである。
- スーツアクター：石川真之介
- 着ぐるみは初代と同じく、両腕に鎌状の手と背中に透明な羽を持つ。

## ライブステージに登場するドラコ
- 『ウルトラマンフェスティバル2003ライブステージ』では、光の国に保管されている魔石・コスモクリスタルの前でウルトラマンたちが平和を守り続けることを誓う日の式典を狙い、セミ人間やワロガやゴドラ星人と共に出現する。
- 『ウルトラマンフェスティバル2004ライブステージ』第1部「激闘！第一の使者〜ウルトラマンノア光誕〜」では、冒頭にダダを追跡していたウルトラマンAを襲う。第2部「N〜もう一つの光〜」では、ダークザギにバキシム、ゴルザと共に召喚されるが、ウルトラマンのスペシウム光線とゾフィーのM78光線に敗れる。後半でもゴメス、ゴルザ、ザムリベンジャーと共に召喚されるが、ウルトラマン、ゾフィーに加え、ウルトラマンネオスのマグニウム光線を受け、ゴメス共々倒される。
- よみうりランドで開かれた「ウルトラマンメビウススペシャルショー1」では、冒頭に再生ドラコの容姿でメビウスを苦戦させるが、助けに現れたウルトラマンマックスに敗れる。
- 「メビウススペシャルショー2」では、怪獣が欲しいというダダ少年の願いを聞き入れてバルキー星人に再生ドラコの容姿で召喚される。捕まえようとするダダ少年を振り切って暴れ回り、ウルトラマンメビウスと戦う。
- 『ウルトラマンフェスティバル2005』では、冒頭にゴモラ、ベムラーと共にウルトラマンマックスと戦う。
- 『ウルトラマンフェスティバル2010』では、冒頭にグドンと共闘してウルトラマンゼロと戦う。

## その他の作品に登場するドラコ
- OVA『ウルトラマン超闘士激伝』では、彗星ツイフォンから現れた怪獣「彗星戦神ツイフォン」が登場。彗星の本体であり、その第1形態はドラコに酷似している。
- ゲーム『大怪獣バトル ULTRA MONSTERS』では、EX第8弾に技カードとして登場。スキルは「空中戦法」。コンボはエレキング。
- DVD『ウルトラクリスマスドリーム』では再生ドラコの姿でメトロン星人に操られた個体が登場。ウルトラマンナイスとブースカを襲うが、割って入ったウルトラマンゼロと戦闘になり、最終的にルナミラクルゼロの能力でおとなしくなった。
- テレビ作品
  - 『ウルトラファイト』第196話「怪獣死体置場」では、円谷プロの着ぐるみ倉庫に吊り下げられている。
  - 『ウルトラマン80』第15話では、怪獣墓場を漂う怪獣の1体として登場している[54]。
  - 『ウルトラマンメビウス』第21話では、怪獣墓場を漂っている[55]。
  - 『ウルトラゾーン』第22話のアイキャッチでは、ギガスとともに鳥人間コンテスト風の大会に出場している姿が描かれている[56]。
- 映画作品
  - 『ウルトラマン・ウルトラセブン モーレツ大怪獣戦』では、草原に怪獣軍団とともに出現する。
  - 『ウルトラマン怪獣大決戦』および『ウルトラマンZOFFY ウルトラの戦士VS大怪獣軍団』にも登場（映像は『ウルトラマン』からの流用）。後者はドラコ、ギガス、レッドキングの一戦（『ウルトラマン』第25話からの流用）に古舘伊知郎の実況が加えられている。
  - 『新世紀2003ウルトラマン伝説 THE KING'S JUBILEE』では、ウルトラマンキングの誕生日を他の怪獣たちと共に祝福する。
  - 『劇場版 ウルトラマンX きたぞ!われらのウルトラマン』では、スーツが存在していたことからゴーグドラコとして登場が予定されていたが、敵怪獣が多いとの判断から不採用となった[57]。
- 漫画作品
  - 『ウルトラマンSTORY 0』では、ムササビのような胴体にテレビ版以上に刃物らしくなった手足を持つ容姿で登場。とある惑星の上空でカラレスと交戦し、ストリウム光線で撃破される。 第39話・第40話では、ジェロニモンによって蘇生された怪獣軍団の1体として登場。
  - 『大怪獣バトル ウルトラアドベンチャー』では、地球でブルトンが倒されて以降は新たに出現することはなくZAPの戦闘機と交戦する。第19話では、地球に現れたデスフェイサーと交戦するが歯が立たず、他の怪獣と共に倒されてエネルギーを吸収される。
- ウルトラシリーズ以外の作品
  - 『チビラくん』第60話では、羽が付いていないが頭部は初代の形で登場。この着ぐるみはその後、『レッドマン』のドラコに流用された。
  - テレビドラマ『渥美清の泣いてたまるか』の第76話「おゝ怪獣日本一」には、ドラコの着ぐるみがジェロニモンやメフィラス星人と共に登場する[58][59]。
  - テレビアニメ『SSSS.GRIDMAN』第3話では、新条アカネの部屋の棚にパワードドラコのフィギュアが飾られている[60][61]。同話でグリッドマンが敗北するという展開に合わせ、ウルトラマンを倒した怪獣でまとめられている[60][61]。